# Decapauropus kocheri
Decapauropus kocheri is een weinigpotigensoort uit de familie van de Pauropodidae. De wetenschappelijke naam van de soort is voor het eerst geldig gepubliceerd in 1954 door Remy.